# SV Saar 05 Saarbrücken
Maillots
Le SV Saar 05 Saarbrücken est un club sportif allemand localisé à Sarrebruck. Très connu pour sa section athlétisme, le club dispose aussi d'une section football.

## Histoire
Le club fut fondé sous le nom de Fussball Klub Saarbrücken le 8 mai 1905. Mais trois mois plus tard, l'association sportive fut rebaptisé Sport-Club Saar 05 Saarbrücken. À partir de 1919, le club évolua dans la Kreisliga de la Sarre. Il remporta le championnat en 1920 et participa donc au tournoi de l'Allemagne du Sud. 
En octobre 1933, le Sport-Club Saar 05 Saarbrücken rejoignit le Spielverein 05 Saarbrücken, lui-même issu d'une fusion entre le 1. FC Germania 1905 et le SpVgg 1906, formant ainsi le SV Saar 05 Saarbrücken. Le club fit une courte apparition en Gauliga Sud-Ouest-Main-Hesse (équivalent Division 1) en 1934-1935, mais fut immédiatement relégué. En 1939, le régime nazi imposa des regroupements entre les clubs d'une même localité. Le SV Saar 05 Saarbrücken fusionna donc avec le Deutscher SC pour former le Deutscher SV Saar 05.
Après la fin de la Seconde Guerre mondiale, la Sarre fut occupée par les troupes françaises, et bénéficia d'un statut particulier jusqu'au début des années 1950. Pour purger l'Allemagne des Nazis, les Alliés firent dissoudre tous les clubs ou associations. À la fin de l'année 1945, un club nommé SV Saarbrücken fut donc reconstitué. Il prit le nom de SV Saar Saarbrücken en 1949, et enfin SV Saar 05 Saarbrücken en 1951.
En 1995 et en 2001, le club remporta le championnat de ligue de Sarre, et put monter en championnat de ligue inter-régionale ( Oberliga Südwest ). Par la suite, le club retomba en bas de classement. En août 2007, à la suite de désaccord internes, un nouveau club fut créé par des membres " sécessionnistes ", le SV Saar 05 Jugendfußball.

## Contexte actuel
La saison 2007-2008 voit le club « toucher le fond » de sa longue histoire sportive. L'entraîneur, Roland Hippchen, aligne 18 joueurs non-affiliés, alors qu'il se trouvait lui-même radié par la fédération de Sarre. Le club est alors radié du championnat de ligue A (Kreisliga A Halberg). Avec une nouvelle équipe, sous la direction de l'entraîneur, Timon Seibert, le club participe au championnat de ligue B (Kreisliga B Saarbrücken) en 2008-2009, espérant améliorer son sort sous la conduite du SV Saar 05 Jugendfußball. La Kreisliga B étant l'échelon le plus bas du football sarrois, le club a remporté le championnat de ligue B, remontant du même coup d'un niveau.

## Palmarès (Football)
- Champion de Kreisliga Sarre: 1920
- Champion de Kreisliga B Saarbrücken: 2009
- Coupe de Sarre: 1988, 1989

## Saison récentes (Football)
| Années    | Divisions                               | Positions            |
| 1999-2000 | Verbandsliga Saarland (5e niveau)       | 9th                  |
| 2000-01   | Verbandsliga Saarland                   | 1st ↑                |
| 2001-02   | Oberliga Südwest (4e niveau)            | 18th ↓               |
| 2002-03   | Verbandsliga Saarland (5e niveau)       | 14th                 |
| 2003-04   | Verbandsliga Saarland                   | 18th ↓               |
| 2004-05   | Landesliga Saarland-Südwest (6e niveau) | 16th ↓ (ne joua pas) |
| 2005-06   | Bezirksliga Saarland-Süd (7e niveau)    | 13th                 |
| 2006-07   | Bezirksliga Saarland-Süd                | 15th ↓               |
| 2007-08   | Kreisliga A Halberg (8e niveau)         | 16th ↓               |
| 2008-09   | Kreisliga B Saarbrücken (10e niveau)    | 1st ↑                |
| 2008-09   | Kreisliga A Halberg (9e niveau)         |                      |

## Sources et liens externes
- Notices d'autorité :   - VIAF
- The Abseits Guide to German Soccer
- Site officiel du SV Saar 05 Saarbrücken